# 梅本まどか
梅本 まどか（うめもと まどか、1992年〈平成4年〉7月17日 - ）は、日本の女性タレント、レーサーおよびコ・ドライバー。
愛知県名古屋市出身。中京大学卒。元SKE48チームEのリーダー。

## 略歴

### SKE48時代（2010年 - 2016年）
2010年
- 9月30日、SKE48第4期生オーディションに合格（応募総数5,888名、最終合格者16名）[3]。
- 10月17日、三重県桑名市の三岐鉄道北勢線・西桑名駅において一日駅長をつとめる。
- 12月6日、研究生からチームE初期メンバーに選抜されると同時に同チームのリーダーに就任した。この結果、小林亜実、柴田阿弥と並んでチームEでの最年長メンバーとなった（生年月日順では梅本が最年長）。

2011年
- 6月9日、初参加となった『AKB48 22ndシングル選抜総選挙』開票イベントでは圏外に終わり、名前を呼ばれずに終わる。

2012年
- 7月17日に20歳の誕生日を迎え、チームEでは初めて成人メンバーとなった。

2013年
- 4月13日、日本ガイシホールで行われたSKE48春コン2013「変わらないこと。ずっと仲間なこと」で、「組閣」と称したチーム再編により、チームEのリーダーの座を松井玲奈に明け渡すことが発表された[4]。
- 5月から6月にかけて実施された『AKB48 32ndシングル選抜総選挙』では39位で、ネクストガールズに選出された[5]。
- 7月17日、新体制のスタートに伴いチームEリーダーを退任。

2014年
- 2月24日、「AKB48グループ大組閣祭り〜時代は変わる。だけど、僕らは前しか向かねえ!〜」のチーム再編でSKE48チームE副リーダー就任が発表された[6]。
- 5月から6月にかけて実施された『AKB48 37thシングル選抜総選挙』では68位で、アップカミングガールズに選出された[7]。

2015年
- 5月から6月にかけて実施された『AKB48 41stシングル選抜総選挙』では68位で、アップカミングガールズに選出された[8]。
- 10月5日、劇場デビュー7周年記念特別公演において、SKE48内のユニット「トランジットガールズ」のメンバーに選ばれる[9]。

2016年
- 2月3日、劇場公演においてSKE48を卒業することを発表した[10]。
- 2月29日、SKE48としての活動を終了（ただし、SKE48の握手会は3月21日開催分が最後）[11]。
- 4月25日、所属事務所がMousaとなり、芸能活動を再開[12]。

### モータースポーツ時代（2017年 - 現在）
2017年
- SKE48卒業以降、芸能活動と並行して車やバイク、モータースポーツに携わった仕事が増加していく[13]。

2018年
- この年から、モータースポーツのラリー競技にコ・ドライバー（ナビゲーター）として活動を始める。CUSCOジュニアラリーチームに所属し、TOYOTA GAZOO Racing ラリーチャレンジに参戦。C-1クラスで8戦中6勝し、チャンピオンタイトルを獲得[14]。世界ラリー選手権 (WRC) の日本開催実現に向けて「WRC招致応援団」に参加[15]。

2019年
- ウェルパインモータースポーツに所属し、2月から開幕する全日本ラリー選手権2019年シーズンのJN6クラス（トヨタ・ヴィッツCVT）に、板倉麻美ドライバーとのコンビで参戦開始。
- 3月31日、Mousaと専属契約を終了[16]。
- 11月、WRCの日本ラウンド『ラリージャパン』のテストイベント「セントラル・ラリー愛知/岐阜2019」のクラス4に出場し3位に入賞。後日、WRCの出場資格『国際Rライセンス』を取得。

2020年
- 1月、世界ラリー選手権 (WRC) にスポット参戦を表明[17]。
- 4月、WRCドイツ戦出場を予定していたが、世界的に大流行した新型コロナウイルス感染症拡大の影響を受け、海外への挑戦は断念。11月の最終戦に予定している日本ラウンド「WRCラリージャパン」出場一本に絞る[18]。地元の愛知・岐阜が開催地という巡り合わせもあり、後日にはメ～テレ（名古屋テレビ放送）のバックアップが決まった[19]。
- 8月、新型コロナウイルス感染症による入国制限緩和の目途が立たず、本年度のWRCラリージャパンが中止[20]。翌2021年大会の参戦を目標に切り替え[21]。

2021年
- 2月、SKE48の4期生で同期だった竹内舞とファミリーマートのCMにチア役で共演[22]。
- 3月、ウェルパインモータースポーツから継続参戦している全日本ラリー選手権（JN6クラス、トヨタ・GRヤリスRS）にて、村田康介ドライバーと新コンビを組み今シーズン開幕[23]。
- 9月、昨年に続きWRCラリージャパンの中止が発表され[24]、翌年以降に参戦切り替えも明言できず不透明な状態となった。
- 11月、翌年のWRCラリージャパンの招致を継続すべく「セントラル・ラリー2021」が開催され、本人も前回大会に続いて参戦（R-1クラス、GRヤリス、ドライバー・村瀬太）[25]。WRC出場を目標に再び動き出した[26]。

2022年
- 全日本ラリー選手権は、最上位のJN1クラス（トヨタ・GRヤリスRC）にスポット参戦ながら継続。また、正式に決定した2022年シーズンのWRCラリージャパンの参戦を改めて表明した[27]。
- 9月、WRCラリージャパン2022に正式登録を報告。村田康介ドライバーとコンビを組み、プジョー208 R2で出場を公表[28]。
- 11月、ラリージャパンに出場し、WRCデビュー。総合27位で完走し、RC4クラス3位に入賞して表彰された[29]。

2023年
- 5月、古巣のCUSCOジュニアラリーチームが5年ぶりに復活し、同女子チーム監督にコ・ドライバー兼任で就任[30]。赤城ありさドライバーとのコンビで、7月のTOYOTA GAZOO Racingラリーチャレンジ第5戦C-4クラスからトヨタ・ヤリスに乗り参戦開始。
- 11月、前年度に引き続き、村田康介ドライバーとコンビでWRCラリージャパン2023に出場。今期はRCクラス（世界格式）とJRCarクラス（日本格式）に分けられ、後者の最上位であるJRCar1クラス（トヨタ・GRヤリス）にエントリー[31]。3日目ではクラス内で首位に立つなど大健闘し完走。前年を上回る総合16位、クラス2位に入賞し表彰された[32]。

2024年
- 2024年シーズンは星涼樹ドライバーを新パートナーにCUSCO Racingチームより、全日本ラリー選手権JN2クラスのサブカテゴリー『MORIZO CHALLENGE CUP』にフル参戦。ほか、『XCRスプリントカップ北海道』『WRCラリージャパン2024』の出場予定を公表[33]。
- XCRスプリントカップ北海道では、番場彬ドライバーをパートナーにCUSCOチームからトヨタ・ハイラックスでエントリー。第3戦と第4戦のXC-2クラスにスポット出場し、両レースともクラス優勝を果たした[34]。
- 11月、WRCラリージャパン2024では、国内部門最上位のJR1クラスにトヨタGRヤリスでエントリーし、ウェルパインモータースポーツから村田康介ドライバーとコンビで3年連続の出場。本戦では、フランスの元WRCチャンピオン ディディエ・オウリオルと接戦を繰り広げ総合20位、2年連続のクラス2位に入賞した[35]。

## 人物
- SKE48在籍時のキャッチフレーズは「はいっ! GO! GO! Let's GO! Let's GO! MADOKA! GO! Fight! Win! No.1! SKEのチアリーダー、チームEのー! うーめーもーとーまーどーかーです」。以前は「あなたのハートにスマイルマジック。SKEのチアリーダー、○歳の梅本まどかです」。
- 2010年12月6日に、新設されたチームEのリーダーに任命された際は「びっくりしました。正直、自分でいいのか?という不安な気持ちもありました。でも、任命されたからにはやってやる!!みんなとEチームにするぞ!!と、決意した自分がいました。」とコメント。SKE48劇場 (SUNSHINE STUDIO) 元支配人・湯浅洋によると「リーダーとしてまとめようとしているんだけど、まだ空回りしています（笑）。でも、みんな彼女が一生懸命やっているところは見ていますから。その優しさは伝わっています。もっと自分のことをアピールしてもいいかな。」[36]。
- 大学時代に自動二輪と普通自動車免許（オートマチック限定）、2016年12月に大型二輪免許[37]、2019年末にはモータースポーツライセンス「国際C-Rライセンス」を取得。モータースポーツ、特にF1が好きで、将来はモータースポーツ関連のリポーターをやってみたいとのこと[38]。ちなみに好きなレーサーは、Google+などの発言からフェルナンド・アロンソと小林可夢偉。愛用のバイクは、2016年4月に初めて購入した中古のホンダ・CB400スーパーフォア HYPER VTEC SPEC III[39]、愛車はトヨタ・86（2021年時点）[13]。
- 長所は、元気なところ[40]。好きな食べ物は、オムライス、アイスクリーム[41]。好きな言葉は、「魂笑（根性の当て字）」[41]。理想のデートは、遊園地デート[40]。
- 趣味は、ダンス、スポーツ[41]。小さい頃から体を動かすのが好きで、クラシックバレエとジャズダンスを習っていた[40]。
- 特技は、チアリーディング[41]。高校野球のテレビ中継でチアリーダーが応援しているのを観て「私もあの舞台で踊れたらいいな」と思い、中京大中京高校に進学しチアリーディング部に入部[40]。中部地区優勝の経験もある[36]。
- 高校の同級生にプロサッカー選手の宮市亮とプロ野球選手の磯村嘉孝がいる[42]。
- ブログやGoogle+では「良い」という表現を、所属するチームである「E」と使うことが多い。

## SKE48在籍時の参加楽曲

### シングルCD選抜楽曲
SKE48名義
- 「1!2!3!4! ヨロシク!」に収録
  - 青春は恥ずかしい - 「紅組」名義
  - そばにいさせて
- 「バンザイVenus」に収録
  - 誰かのせいにはしない - 「紅組」名義
- 「パレオはエメラルド」に収録
  - パパは嫌い - 「紅組」名義
  - 積み木の時間
- 「オキドキ」に収録
  - 初恋の踏切
  - 微笑みのポジティブシンキング - 「紅組」名義
- 「片想いFinally」に収録
  - 今日までのこと、これからのこと
  - 声がかすれるくらい - 「紅組」名義
- 「アイシテラブル!」に収録
  - なんて銀河は明るいのだろう - 「紅組」名義
- 「キスだって左利き」に収録
  - 鳥は青い空の涯を知らない - 「紅組」名義
- 「チョコの奴隷」に収録
  - バイクとサイドカー - 「14カラット」名義
- 「美しい稲妻」に収録
  - シャララなカレンダー - 「Team E」名義
- 「賛成カワイイ!」に収録
  - 石榴の実は憂鬱が何粒詰まっている? - 「紅組」名義
  - ずっとずっと先の今日 - 「セレクション18」名義
- 未来とは?
  - Mayflower - 「九龍嬢（ドラゴンガールズ）」名義
  - 待ち合わせたい - 「Team E」名義
- 不器用太陽
  - バナナ革命 - 「Team E」名義
- 「12月のカンガルー」に収録
  - 青春カレーライス - 「Team E」名義
- 「コケティッシュ渋滞中」に収録
  - 僕は知っている - 「DOCUMENTARY of SKE48」名義
  - 音を消したテレビ - 「Team E」名義
  - 夜の教科書 - 「セレクション17 “AKB49〜恋愛禁止条例〜”」名義
- 「前のめり」に収録
  - 長い夢のラビリンス - 「Team E」名義

AKB48名義
- 「ギンガムチェック」に収録
  - あの日の風鈴 - 「ウェイティングガールズ」名義
- 「恋するフォーチュンクッキー」に収録
  - 今度こそエクスタシー - 「ネクストガールズ」名義
- 「心のプラカード」に収録
  - チューインガムの味がなくなるまで - 「アップカミングガールズ」名義
- 「ハロウィン・ナイト」に収録
  - 君だけが秋めいていた - 「アップカミングガールズ」名義

### アルバムCD選抜楽曲
SKE48名義
- 『この日のチャイムを忘れない』に収録
  - みつばちガール - 「チームE」名義
  - ポニーテールとシュシュ - 「チームE」名義

AKB48名義
- 『ここにいたこと』に収録
  - ここにいたこと
- 『1830m』に収録
  - 青空よ 寂しくないか?

### その他の参加楽曲
- シングルCD「コップの中の木漏れ日」（「ラブ・クレッシェンド」名義）に収録
  - だって 雨じゃない? - 「トランジットガールズ」名義

#### AKB48 チームサプライズ名義
ぱちスロAKB48 勝利の女神公演
- ヘビーローテーション
- AKBフェスティバル

ぱちんこ AKB48-3 誇りの丘公演
- 誇りの丘

### 劇場公演ユニット曲
チームE 1st Stage「パジャマドライブ」公演
- 鏡の中のジャンヌ・ダルク
- 純情主義 ※
※原望奈美のユニットアンダー

チームE 2nd Stage「逆上がり」公演
- エンドロール

チームE 3rd Stage「僕の太陽」公演
- 向日葵
- ヒグラシノコイ ※
※松井玲奈のユニットアンダー

 チームE 4th Stage「手をつなぎながら」公演
- チョコの行方
- この胸のバーコード ※
※松井玲奈のユニットアンダー

## 出演

### バラエティ
- 知って解決!SKEっとネット（2011年3月7日・2012年1月5日・4月2日・5月21日、NHK総合・名古屋局制作）
- 昼まで待てない!（2011年6月25日・10月15日・2012年1月7日、メ〜テレ）
- SKE48のあいちテル!（2011年6月25日・2012年9月1日・2013年9月7日・11月9日・12月21日、東海テレビ）
- イッテ♡恋48（2011年6月26日、7月3日、テレビ神奈川）
- アゲぽよボウル48（2011年9月25日・10月29日・11月26日、テレビ愛知）
- SKE48の世界征服女子（2011年10月3日 - 2012年8月29日・不定期出演、中京テレビ）
- SKE48 ムスメにいかが!?（2012年1月3日・4月13日・5月11日、東海テレビ）
- SKE48学園（2012年4月3日・9月4日・2014年2月2日、エンタ!371）
- 週刊AKB（2012年5月25日 - 6月8日、テレビ東京）
- スーパーグランパスTV（2014年4月6日 - 12月28日、CBCテレビ）
- SKE48の火曜アルバイト劇場（2014年7月1日 - 、CBCテレビ）
- SKE48 エビショー!（2014年7月15日 - 9月30日 、日本テレビ）
- AKB48のあんた、誰?（2014年8月11日、NOTTV）
- F1速報TV（2014年9月28日 - 2015年12月26日、NOTTV）[43]
- SKE48 エビカルチョ!（2014年12月7日、日本テレビ）
- SKE48の恋するドラコン（2015年4月9日 - 9月30日、TOKYO MX）
- ココつな!（2017年3月9日 - 3月30日、中京テレビ）

### 舞台
- ミュージカル「AKB49〜恋愛禁止条例〜」（2015年3月14日 - 15日、中日劇場） - 前園理歌 役[44]

### ラジオ
- SKE48♥1+1は2じゃないよ!（2010年11月27日 - 不定期出演、東海ラジオ）
- 神田朱未のわたしのすきなこと。（2011年10月9日 - 2013年3月31日、FM AICHI）
- わたしのすきなこと。2nd（2013年4月7日 - 2013年9月29日、FM AICHI）
- もちろんSKE!!（2013年5月20日 - 不定期出演、bayfm）
- アイアプレゼンツ SKE48&HKT48のアイアイトーク（2014年2月5日・2月26日・6月2日、ニッポン放送）

### ネット配信
- SKE48の私立SPA!学園（2011年9月12日、ニコニコ動画）
- 学校の怪談 第2話「踊り場の絵」（2012年7月、BeeTV）
- ゼブラエンジェル&ノブコブのキュイ生（2012年7月31日 - 2013年4月9日、ニコニコ動画）
- ノブコブ&ゼブラエンジェルのキュイン×2バラエティ（2012年9月6日 - 2013年4月25日、サプライズチャンネル）
- ノブコブとゼブラエンジェルの友ぱち3on3（2013年5月16日 - 2014年2月27日、サプライズチャンネル）
- 梅本まどかのスポ魂!!（2013年12月19日 - 2015年6月4日、紲スタジオ）
- 梅スポ!!延長戦 → 梅スポ!!紲通信（2014年2月13日 - 2015年6月18日、紲スタジオ）
- ゼブラエンジェル&ノブコブのニコ生（2014年3月13日 - 2015年6月15日、ニコニコ動画）
- 旅打ち!!エンジェル ゼブラのぱちんこ珍道中（2014年9月4日 - 、サプライズチャンネル）

### CM・広告・イメージモデル
- 名古屋観光文化交流特命大使（2016年、名古屋市役所観光文化交流局）
- 日本二輪車普及安全協会アンバサダー（2020年）
- ㈱チャンピオン ラジオCM（2021年9月OA）
- 『Mio』シリーズ・ブランドアンバサダー（2024年1月、株式会社デイトナ）

### ビデオゲーム
- 『WRC10 FIA世界ラリー選手権』Nintendo Switch版（2022年4月22日発売、Kylotonn / 株式会社3goo） - 日本語吹き替え[45]

## 作品

### DVD
- MADOKA♡No.1（2016年6月3日発売、Mousa）

## 書籍

### 雑誌連載
- F1速報（2013年3月4日 - 、三栄書房） - エフソクグランプリ[46]
- 月刊オートバイ（モーターマガジン社）レギュラー